# 罗密欧 (科罗拉多州)
罗密欧（英語：Romeo），是美国科罗拉多州科内霍斯县下属的一座城市。建市于1923年9月4日，面积大约为0.233平方英里（0.604平方公里）。根据2010年美国人口普查，该市有人口404人。2011年估计该市有人口406人，相比2010年人口增长率为0.50%。同时，论人口该市是科罗拉多州第207大城市。